# Yona Yahav
Yona Yahav (en hebreo: יונה יהב‎) (Haifa, Israel, 19 de junio de 1944) es un abogado y político israelí y el antiguo alcalde de Haifa. Anteriormente fue miembro del Knesset por el Partido Laborista Israelí - Avodá.

## Biografía
Durante su servicio militar en las Fuerzas de Defensa de Israel alcanzó el rango de teniente coronel en la policía militar.  Estudió Derecho en la Universidad Hebrea de Jerusalén, obteniendo una  LL.B, antes de continuar sus estudios en la Universidad de Londres, donde se desempeñó como secretario general de la Unión Mundial de Estudiantes Judíos.
A su regreso a Israel, Yahav se involucró en la política. Fue asesor del Ministro de Transportes Gad Yacobi y posteriormente portavoz  de Teddy Kollek, alcalde de Jerusalén.
En 1996 fue elegido miembro de la Knesset en la lista del Partido Laborista, y presidió la subcomisión de asuntos bancarios. Sin embargo, perdió su escaño en las elecciones de 1999, cuando los laboristas perdieron 11 escaños.
Yahav dejó el Partido Laborista para unirse al Shinui. En 2003 fue elegido alcalde de Haifa, en una coalición entre los Verdes y el Shinui. El 29 de junio de 2006, Yahav sale del Shinui y se unió al Kadima, sin dejar de ser alcalde de Haifa. 

## Trabajos publicados
- La anatomía de la caída del Partido Laborista, con Shevah Weiss (1977)
- La difamación y la calumnia (1987, actualizado y reeditado en 1996)